# مايك أرمسترونغ
مايك أرمسترونغ (بالإنجليزية: Mike Armstrong) هو سياسي أمريكي، ولد في 24 مايو 1957 في وينتاتشي في الولايات المتحدة. حزبياً، نشط في الحزب الجمهوري. وقد انتخب عضو مجلس نواب واشنطن.